# Rallye-Weltmeisterschaft 1995
Die FIA-Rallye-Weltmeisterschaft 1995 wurde am 22. Januar in Monte Carlo gestartet und endete am 22. November in Großbritannien. Insgesamt wurden 8 Weltmeisterschaftsläufe auf zwei Kontinenten gefahren. Colin McRae wurde zum ersten und einzigen Mal Weltmeister in seiner Karriere.

## Fahrzeuge

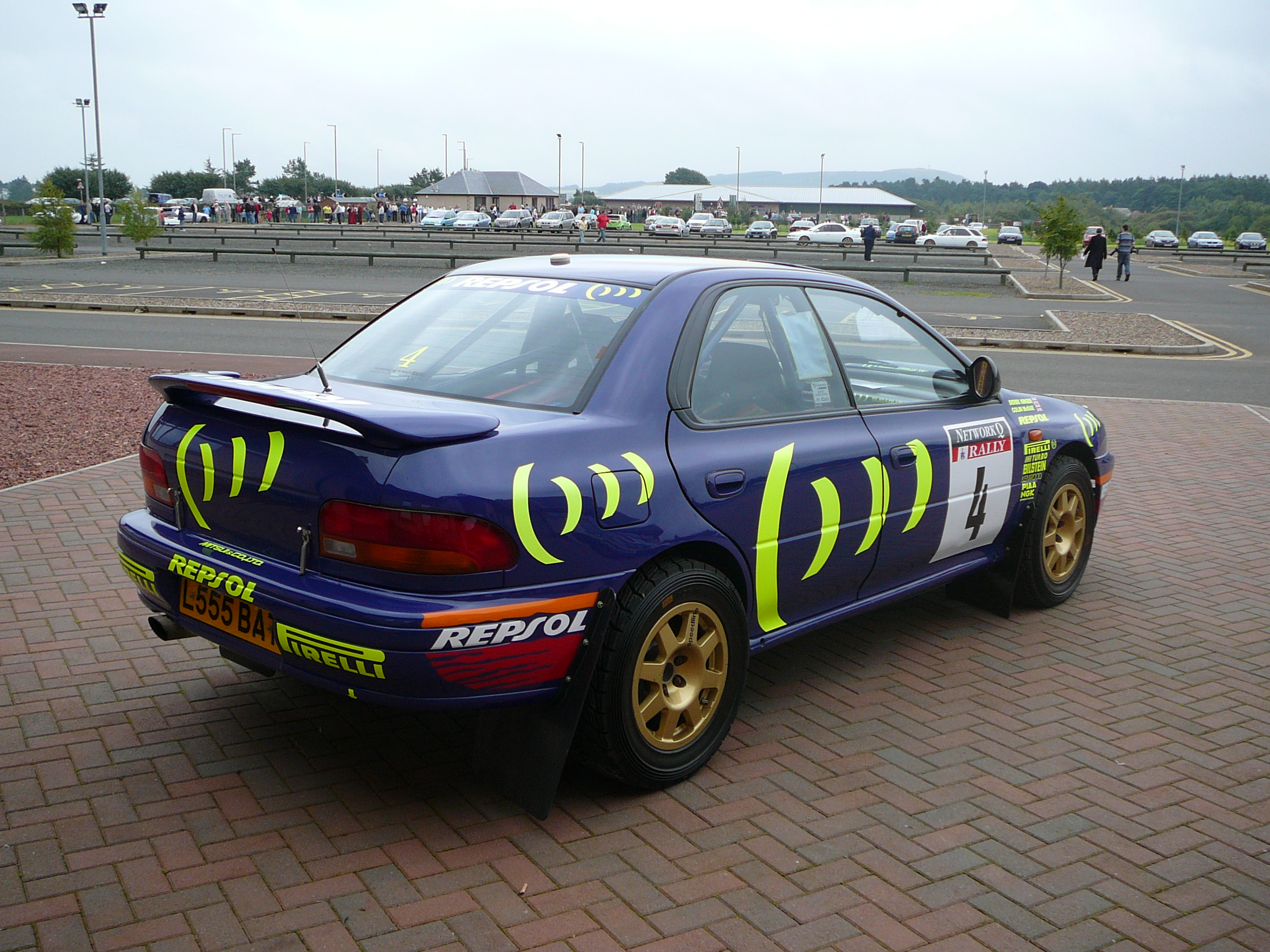
Subaru Impreza WRC
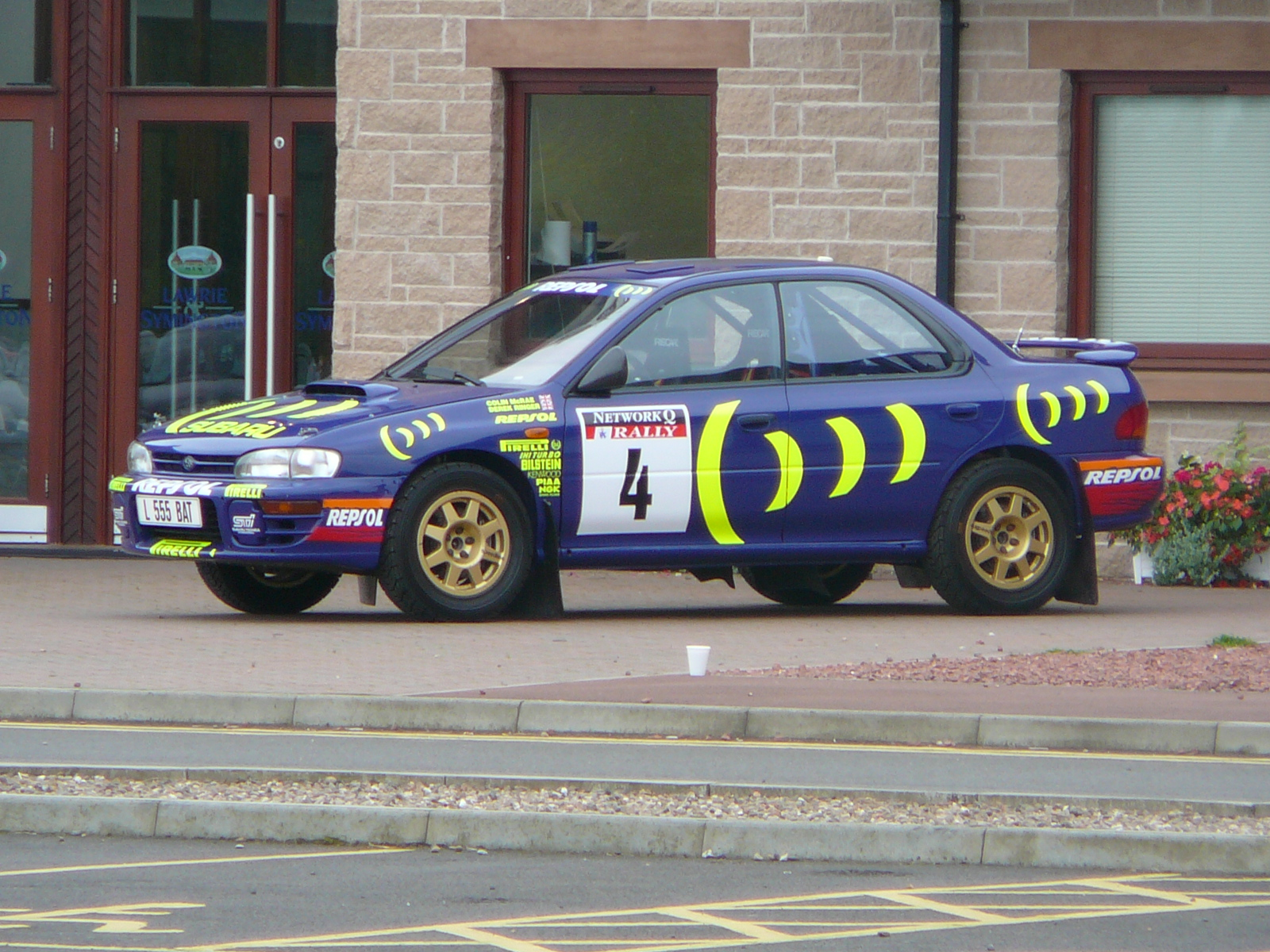
Subaru Impreza WRC
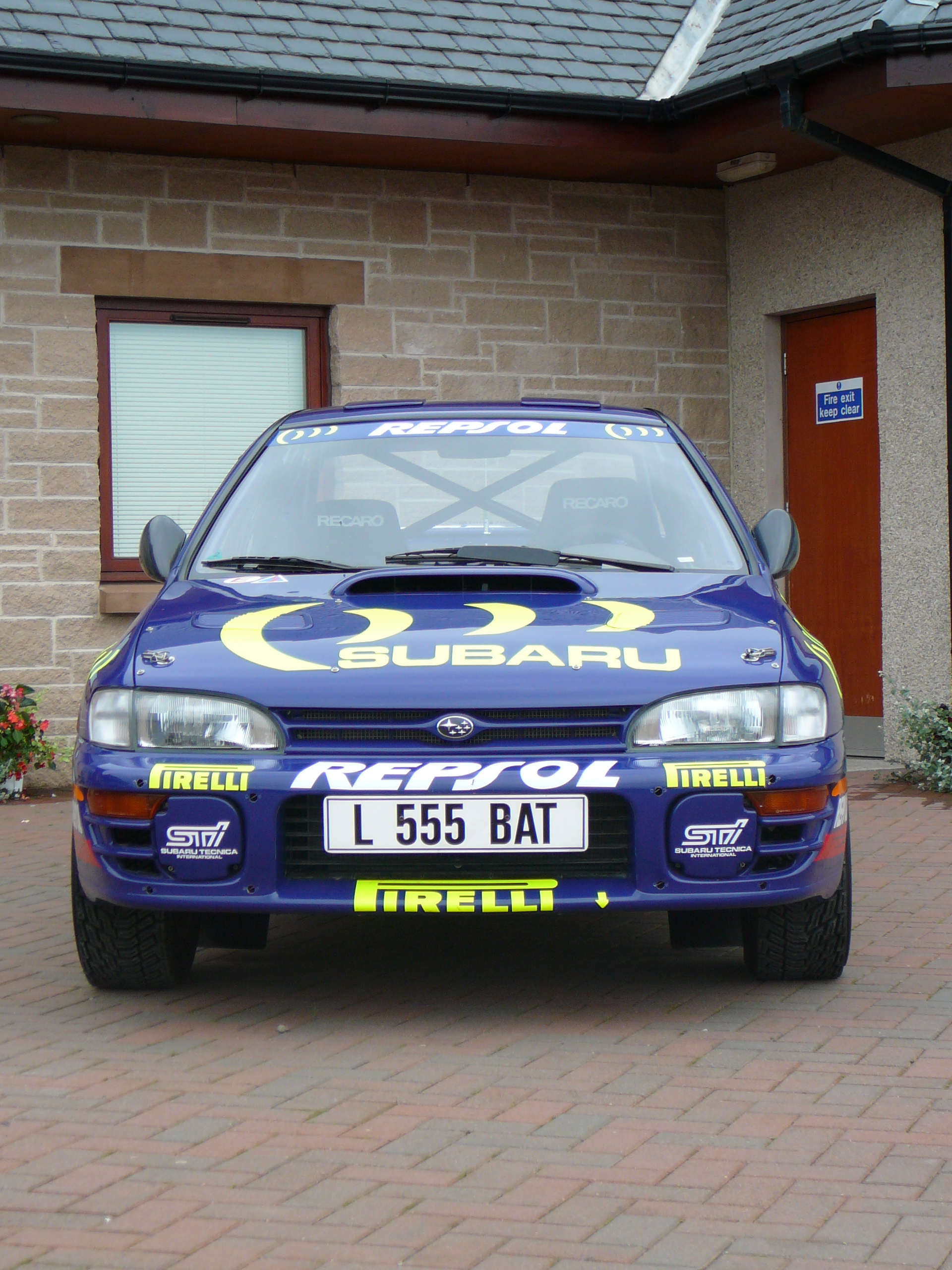
Subaru Impreza WRC
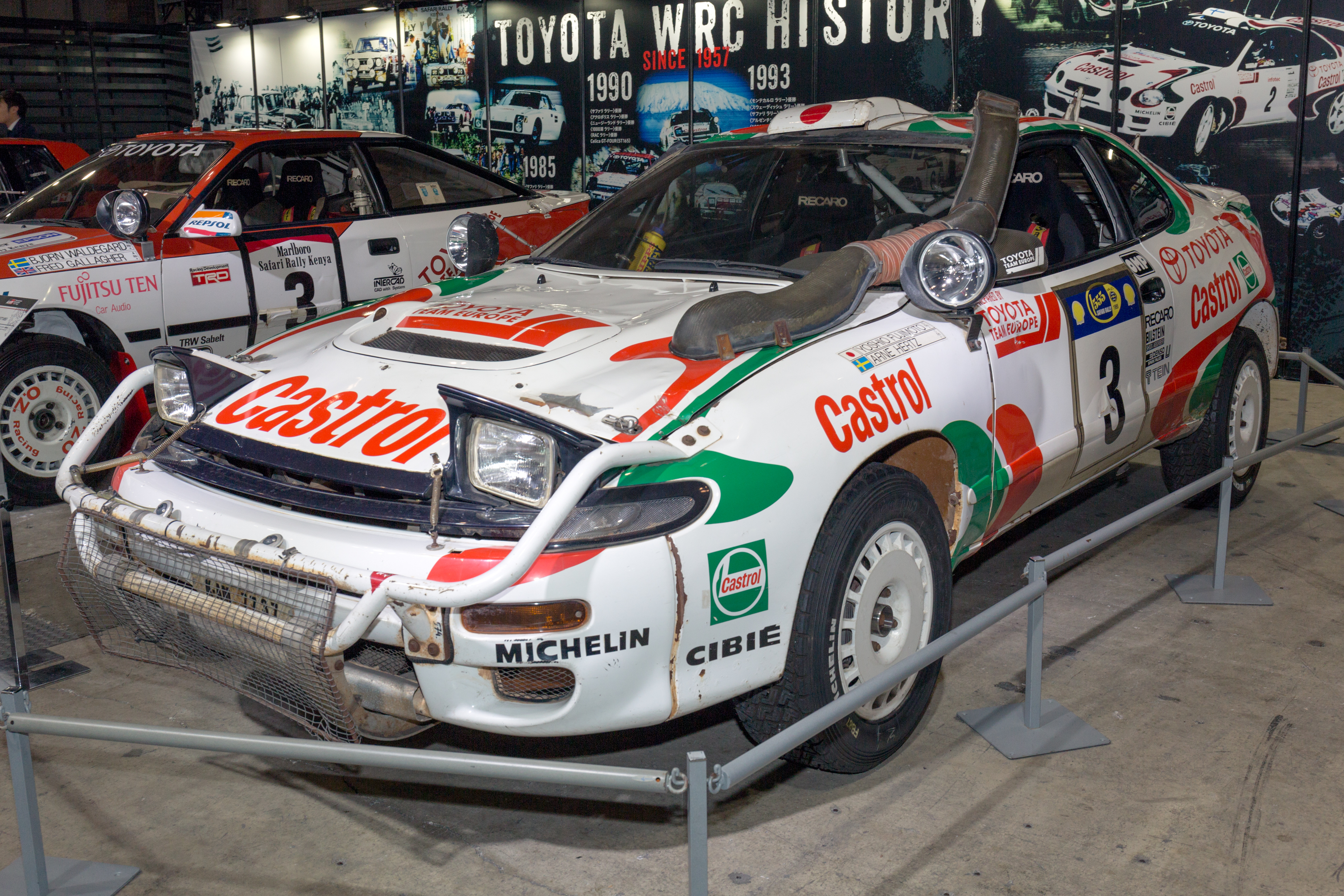
Toyota Celica GT-Four
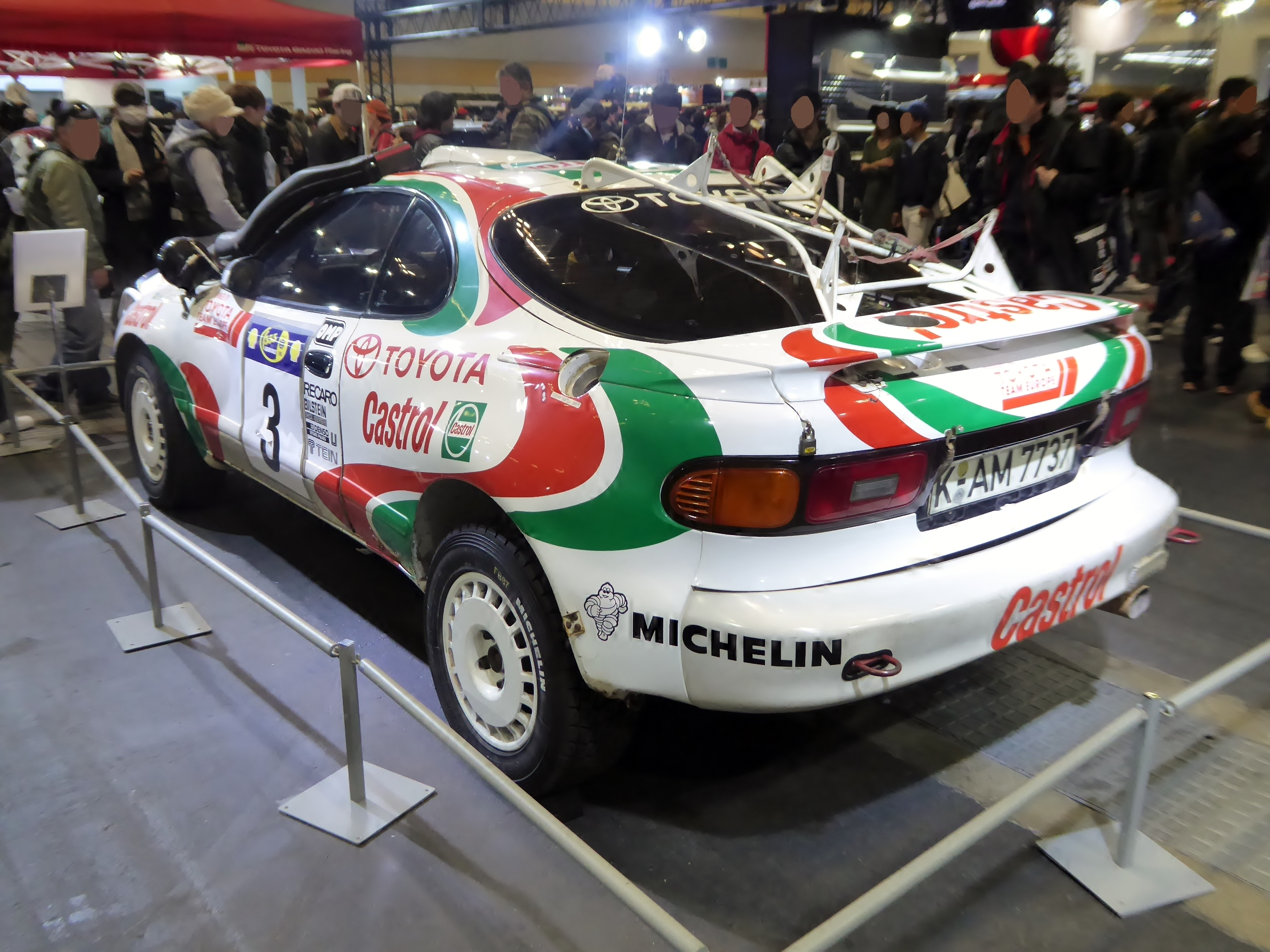
Toyota Celica GT-Four

## Teams und Fahrer
| Team                     | Hersteller | Auto                                                | Start Nr. | Fahrer              | Rallye    |
| ------------------------ | ---------- | --------------------------------------------------- | --------- | ------------------- | --------- |
| Toyota Team Europe       | Toyota     | Toyota Celica GT-Four ST205 Toyota Celica Turbo 4WD | 1         | Didier Auriol       | Alle      |
| Toyota Team Europe       | Toyota     | Toyota Celica GT-Four ST205 Toyota Celica Turbo 4WD | 2         | Juha Kankkunen      | Alle      |
| Toyota Team Europe       | Toyota     | Toyota Celica GT-Four ST205 Toyota Celica Turbo 4WD | 3         | Armin Schwarz       | Alle      |
| Toyota Team Europe       | Toyota     | Toyota Celica GT-Four ST205 Toyota Celica Turbo 4WD | 14        | Thomas Rådström     | 2         |
| Toyota Team Europe       | Toyota     | Toyota Celica GT-Four ST205 Toyota Celica Turbo 4WD | 14        | Yoshio Fujimoto     | 5–6, 8    |
| Toyota Team Europe       | Toyota     | Toyota Celica GT-Four ST205 Toyota Celica Turbo 4WD | 15        | Tomas Jansson       | 2         |
| Toyota Team Europe       | Toyota     | Toyota Celica GT-Four ST205 Toyota Celica Turbo 4WD | 16        | Neal Bates          | 6         |
| Subaru World Rally Team  | Subaru     | Subaru Impreza 555                                  | 4         | Colin McRae         | Alle      |
| Subaru World Rally Team  | Subaru     | Subaru Impreza 555                                  | 5         | Carlos Sainz senior | Alle      |
| Subaru World Rally Team  | Subaru     | Subaru Impreza 555                                  | 6         | Piero Liatti        | 1, 4, 7   |
| Subaru World Rally Team  | Subaru     | Subaru Impreza 555                                  | 6         | Mats Jonsson        | 2         |
| Subaru World Rally Team  | Subaru     | Subaru Impreza 555                                  | 6         | Richard Burns       | 3, 8      |
| Subaru World Rally Team  | Subaru     | Subaru Impreza 555                                  | 6         | Possum Bourne       | 5–6       |
| Subaru World Rally Team  | Subaru     | Subaru Impreza 555                                  | 14        | Richard Burns       | 5         |
| Ford Motor Company       | Ford       | Ford Escort RS Cosworth                             | 7         | François Delecour   | Alle      |
| Ford Motor Company       | Ford       | Ford Escort RS Cosworth                             | 8         | Bruno Thiry         | Alle      |
| Ford Motor Company       | Ford       | Ford Escort RS Cosworth                             | 9         | Stig Blomqvist      | 2         |
| Ford Motor Company       | Ford       | Ford Escort RS Cosworth                             | 9         | Alex Fiorio         | 3         |
| Ford Motor Company       | Ford       | Ford Escort RS Cosworth                             | 9         | Patrick Bernardini  | 4         |
| Ford Motor Company       | Ford       | Ford Escort RS Cosworth                             | 9         | Neil Allport        | 5         |
| Ford Motor Company       | Ford       | Ford Escort RS Cosworth                             | 9         | Malcolm Wilson      | 8         |
| Team Mitsubishi Ralliart | Mitsubishi | Mitsubishi Lancer Evo 2 Mitsubishi Lancer Evo 3     | 10        | Kenneth Eriksson    | 2, 5–6, 8 |
| Team Mitsubishi Ralliart | Mitsubishi | Mitsubishi Lancer Evo 2 Mitsubishi Lancer Evo 3     | 10        | Isolde Holderied    | 3–4       |
| Team Mitsubishi Ralliart | Mitsubishi | Mitsubishi Lancer Evo 2 Mitsubishi Lancer Evo 3     | 11        | Tommi Mäkinen       | 1–2, 4–8  |
| Team Mitsubishi Ralliart | Mitsubishi | Mitsubishi Lancer Evo 2 Mitsubishi Lancer Evo 3     | 11        | Jorge Recalde       | 3         |
| Team Mitsubishi Ralliart | Mitsubishi | Mitsubishi Lancer Evo 2 Mitsubishi Lancer Evo 3     | 12        | Andrea Aghini       | 1, 4, 7   |
| Team Mitsubishi Ralliart | Mitsubishi | Mitsubishi Lancer Evo 2 Mitsubishi Lancer Evo 3     | 12        | Kenneth Bäcklund    | 2         |
| Team Mitsubishi Ralliart | Mitsubishi | Mitsubishi Lancer Evo 2 Mitsubishi Lancer Evo 3     | 12        | Rui Madeira         | 3, 8      |
| Team Mitsubishi Ralliart | Mitsubishi | Mitsubishi Lancer Evo 2 Mitsubishi Lancer Evo 3     | 12        | Ed Ordynski         | 5–6       |
| Team Mitsubishi Ralliart | Mitsubishi | Mitsubishi Lancer Evo 2 Mitsubishi Lancer Evo 3     | 14        | Rui Madeira         | 1, 4–7    |
| Team Mitsubishi Ralliart | Mitsubishi | Mitsubishi Lancer Evo 2 Mitsubishi Lancer Evo 3     | 15        | Jorge Recalde       | 4–6       |
| Team Mitsubishi Ralliart | Mitsubishi | Mitsubishi Lancer Evo 2 Mitsubishi Lancer Evo 3     | 26        | Isolde Holderied    | 1, 5–8    |

## Kalender
Die eingetragenen Kilometer entsprechen der Distanz der Wertungsprüfungen. Die Distanz der Verbindungsstrecken zwischen den einzelnen WPs ist nicht enthalten.
| Rallye                                      | Rang | Fahrer              | Fahrzeug                | Gesamtzeit Std:Min:Sek | Anzahl WP     | Länge     | Gestartet | im Ziel |
| ------------------------------------------- | ---- | ------------------- | ----------------------- | ---------------------- | ------------- | --------- | --------- | ------- |
| Rallye Monte Carlo 23.–26. Januar 1995      | 1.   | Carlos Sainz senior | Subaru Impreza 555      | 6:32:31                | 21            | 546,80 km | 199       | 82      |
| Rallye Monte Carlo 23.–26. Januar 1995      | 2.   | François Delecour   | Ford Escort RS Cosworth | + 02:25                | 21            | 546,80 km | 199       | 82      |
| Rallye Monte Carlo 23.–26. Januar 1995      | 3.   | Juha Kankkunen      | Toyota Celica GT-Four   | + 03:57                | 21            | 546,80 km | 199       | 82      |
|                                             |      |                     |                         |                        |               |           |           |         |
| Rallye Schweden 10.–12. Februar 1995        | 1.   | Kenneth Eriksson    | Mitsubishi Lancer Evo 2 | 4:51:27                | 25            | 501,12 km | 95        | 49      |
| Rallye Schweden 10.–12. Februar 1995        | 2.   | Tommi Mäkinen       | Mitsubishi Lancer Evo 2 | + 00:12                | 25            | 501,12 km | 95        | 49      |
| Rallye Schweden 10.–12. Februar 1995        | 3.   | Thomas Rådström     | Toyota Celica GT-Four   | + 01:07                | 25            | 501,12 km | 95        | 49      |
|                                             |      |                     |                         |                        |               |           |           |         |
| Rallye Portugal 8.–10. März 1995            | 1.   | Carlos Sainz senior | Subaru Impreza 555      | 5:32:37                | 33 2 abgesagt | 482,87 km | 114       | 39      |
| Rallye Portugal 8.–10. März 1995            | 2.   | Juha Kankkunen      | Toyota Celica GT-Four   | + 00:12                | 33 2 abgesagt | 482,87 km | 114       | 39      |
| Rallye Portugal 8.–10. März 1995            | 3.   | Colin McRae         | Subaru Impreza 555      | + 03:14                | 33 2 abgesagt | 482,87 km | 114       | 39      |
|                                             |      |                     |                         |                        |               |           |           |         |
| Rallye Korsika 3.–5. Mai 1995               | 1.   | Didier Auriol       | Toyota Celica GT-Four   | 5:14:49                | 22            | 481,17 km | 91        | 44      |
| Rallye Korsika 3.–5. Mai 1995               | 2.   | François Delecour   | Ford Escort RS Cosworth | + 00:15                | 22            | 481,17 km | 91        | 44      |
| Rallye Korsika 3.–5. Mai 1995               | 3.   | Andrea Aghini       | Mitsubishi Lancer Evo 3 | + 00:57                | 22            | 481,17 km | 91        | 44      |
|                                             |      |                     |                         |                        |               |           |           |         |
| Rallye Neuseeland 27.–30. Juli 1995         | 1.   | Colin McRae         | Subaru Impreza 555      | 5:33:06                | 33 3 abgesagt | 56,89 km  | 86        | 56      |
| Rallye Neuseeland 27.–30. Juli 1995         | 2.   | Didier Auriol       | Toyota Celica GT-Four   | + 00:44                | 33 3 abgesagt | 56,89 km  | 86        | 56      |
| Rallye Neuseeland 27.–30. Juli 1995         | 3.   | Juha Kankkunen      | Toyota Celica GT-Four   | + 01:09                | 33 3 abgesagt | 56,89 km  | 86        | 56      |
|                                             |      |                     |                         |                        |               |           |           |         |
| Rallye Australien 15.–18. September 1995    | 1.   | Kenneth Eriksson    | Mitsubishi Lancer Evo 3 | 4:52:59                | 30            | 503,05 km | 94        | 47      |
| Rallye Australien 15.–18. September 1995    | 2.   | Colin McRae         | Subaru Impreza 555      | + 00:19                | 30            | 503,05 km | 94        | 47      |
| Rallye Australien 15.–18. September 1995    | 3.   | Juha Kankkunen      | Toyota Celica GT-Four   | + 01:55                | 30            | 503,05 km | 94        | 47      |
|                                             |      |                     |                         |                        |               |           |           |         |
| Rallye Katalonien 23.–25. Oktober 1995      | 1.   | Carlos Sainz senior | Subaru Impreza 555      | 5:05:58                | 23            | 473,35 km | 81        | 42      |
| Rallye Katalonien 23.–25. Oktober 1995      | 2.   | Colin McRae         | Subaru Impreza 555      | + 00:51                | 23            | 473,35 km | 81        | 42      |
| Rallye Katalonien 23.–25. Oktober 1995      | 3.   | Piero Liatti        | Subaru Impreza 555      | + 01:58                | 23            | 473,35 km | 81        | 42      |
|                                             |      |                     |                         |                        |               |           |           |         |
| Rallye Großbritannien 19.–22. November 1995 | 1.   | Colin McRae         | Subaru Impreza 555      | 5:09:19                | 28            | 510,70 km | 176       | 95      |
| Rallye Großbritannien 19.–22. November 1995 | 2.   | Carlos Sainz senior | Subaru Impreza 555      | + 00:36                | 28            | 510,70 km | 176       | 95      |
| Rallye Großbritannien 19.–22. November 1995 | 3.   | Richard Burns       | Subaru Impreza 555      | + 06:30                | 28            | 510,70 km | 176       | 95      |

| Farbe  | Untergrund |
| ------ | ---------- |
| Gold   | Schotter   |
| Silber | Asphalt    |
| Blau   | Eis/Schnee |
| Bronze | Gemischt   |

## Klassifikationen
| Punkteverteilung | Punkteverteilung | Punkteverteilung | Punkteverteilung | Punkteverteilung | Punkteverteilung | Punkteverteilung | Punkteverteilung | Punkteverteilung | Punkteverteilung | Punkteverteilung |
| ---------------- | ---------------- | ---------------- | ---------------- | ---------------- | ---------------- | ---------------- | ---------------- | ---------------- | ---------------- | ---------------- |
| Rang             | 1                | 2                | 3                | 4                | 5                | 6                | 7                | 8                | 9                | 10               |
| Punkte           | 20               | 15               | 12               | 10               | 8                | 6                | 4                | 3                | 2                | 1                |

### Fahrerwertung
Den Toyota-Fahrern Juha Kankkunen, Didier Auriol und Armin Schwarz wurden wegen illegaler Turbo-Motoren im Celica Turbo 4WD alle Punkte in der Meisterschaft gestrichen.
| Rang | Fahrer              | MON | SWE | POR | FRA | NZL | AUS | ESP | GBR | Punkte |
| ---- | ------------------- | --- | --- | --- | --- | --- | --- | --- | --- | ------ |
| 1    | Colin McRae         | DNF | DNF | 3   | 5   | 1   | 2   | 2   | 1   | 90     |
| 2    | Carlos Sainz senior | 1   | DNF | 1   | 4   | DNS | DNF | 1   | 2   | 85     |
| DSQ  | Juha Kankkunen      | 3   | 4   | 2   | 10  | 3   | 3   | DNF | DNS | 62     |
| DSQ  | Didier Auriol       | DNF | 5   | 5   | 1   | 2   | DNF | DSQ | DNS | 51     |
| 3    | Kenneth Eriksson    |     | 1   |     |     | 5   | 1   |     | DNF | 48     |
| 4    | François Delecour   | 2   | DNF | DNF | 2   | 6   | DNF | 4   | DNF | 46     |
| 5    | Tommi Mäkinen       | 4   | 2   |     | 8   | DNF | 4   | DNF | DNF | 38     |
| 6    | Bruno Thiry         | 5   | 6   | 6   | DNF | DNF | 6   | DNF | 5   | 34     |
| DSQ  | Armin Schwarz       | DNF | 9   | 4   | DNF | 4   | 5   | DNF | DNS | 30     |
| 7    | Andrea Aghini       | 6   |     |     | 3   |     |     | 5   |     | 26     |
| 8    | Piero Liatti        | 8   |     |     | 6   |     |     | 3   |     | 21     |
| 9    | Richard Burns       |     |     | 7   |     | DNF |     |     | 3   | 16     |
| DSQ  | Thomas Rådström     |     | 3   |     |     |     |     |     |     | 12     |
| 10   | Alister McRae       |     |     |     |     |     |     |     | 4   | 10     |
| 11   | Rui Madeira         | 12  |     | 9   | 18  | 10  | DNF | 11  | 7   | 7      |
| 12   | Gustavo Trelles     |     |     |     |     |     |     | 6   |     | 6      |
|      | Gwyndaf Evans       |     |     |     |     |     |     |     | 6   | 6      |
|      | Jean Ragnotti       | 7   |     |     | 11  |     |     |     |     | 4      |
| 14   | Stig Blomqvist      |     | 7   |     |     |     |     |     | 21  | 4      |
|      | Patrick Bernardini  |     |     |     | 7   |     |     |     |     | 4      |
|      | Possum Bourne       |     |     |     |     | 7   | DNF |     |     | 4      |
|      | Yoshio Fujimoto     |     |     |     |     | 27  | 7   |     | DNS | 4      |
|      | Oriol Gómez         |     |     |     |     |     |     | 7   |     | 4      |
| 20   | Jorge Recalde       |     |     | 10  | 20  | 9   | 10  |     |     | 4      |
| 21   | Tomas Jansson       |     | 8   |     |     |     |     |     |     | 3      |
|      | Alex Fiorio         |     |     | 8   |     |     |     |     |     | 3      |
|      | Neil Allport        |     |     |     |     | 8   |     |     |     | 3      |
|      | Ed Ordynski         |     |     |     |     | 11  | 8   |     |     | 3      |
|      | Andrea Navarra      |     |     | 17  | DNF | DNF | 17  | 8   | DNF | 3      |
|      | Jarmo Kytölehto     |     | 14  |     |     |     |     |     | 8   | 3      |
| 27   | Philippe Camandona  | 9   |     | DNF |     |     |     |     |     | 2      |
|      | Philippe Bugalski   | DNF |     |     | 9   |     |     |     |     | 2      |
|      | Neal Bates          |     |     |     |     |     | 9   |     |     | 2      |
|      | Josep Bassas        |     |     |     |     |     |     | 9   |     | 2      |
|      | Masao Kamioka       |     |     | 12  |     |     | 11  |     | 9   | 2      |
| 32   | Isolde Holderied    | 10  |     | 11  | 19  | DNF | 19  | DNF | 14  | 1      |
|      | Kenneth Bäcklund    |     | 10  |     |     |     |     |     |     | 1      |
|      | Yvan Postel         | 14  |     |     | DNF |     |     | 10  |     | 1      |
|      | Alain Oreille       |     |     |     |     |     |     |     | 10  | 1      |
| Rang | Fahrer              | MON | SWE | POR | FRA | NZL | AUS | ESP | GBR | Punkte |

| Farbe   | Abkürzung          | Bedeutung                                                                 |
| ------- | ------------------ | ------------------------------------------------------------------------- |
| Gold    | –                  | Sieg                                                                      |
| Silber  | –                  | 2. Platz                                                                  |
| Bronze  | –                  | 3. Platz                                                                  |
| Grün    | –                  | Platzierung in den Punkten                                                |
| Blau    | –                  | Klassifiziert außerhalb der Punkteränge                                   |
| Violett | DNF                | Rallye nicht beendet (did not finish)                                     |
| Schwarz | DSQ                | Während oder nach der Rallye disqualifiziert (disqualified)               |
| Weiß    | DNS                | nicht am Start (did not start)                                            |
| Ohne    | 1 2 3              | hochgestellte Zahlen sind punkteberechtigte Platzierungen der Power-Stage |
| Ohne    | keine WM-Teilnahme |                                                                           |
| Ohne    | INJ                | verletzt oder krank (injured)                                             |
| Ohne    | EX                 | An der Teilnahme an der Rallye ausgeschlossen (excluded)                  |
| Ohne    | DNA                | nicht erschienen (did not arrive)                                         |
| Ohne    | †                  | verstorben                                                                |

### Herstellerwertung
Toyota wurde wegen Turbo-Motoren, die nicht regelkonform waren, von der Herstellerwertung ausgeschlossen.
| Rang | Team                     | Nr. | MON | SWE | POR | FRA | NZL | AUS | ESP | GBR | Punkte |
| ---- | ------------------------ | --- | --- | --- | --- | --- | --- | --- | --- | --- | ------ |
| 1    | Subaru World Rally Team  | 4   | DNF | DNF | 3   | 5   | 1   | 2   | 2   | 1   | 350    |
| 1    | Subaru World Rally Team  | 5   | 1   | DNF | 1   | 4   |     | DNF | 1   | 2   | 350    |
| 1    | Subaru World Rally Team  | 6   | 8   | DNF | 7   | 6   | 7   | DNF | 3   | 3   | 350    |
| 2    | Team Mitsubishi Ralliart | 10  |     | 1   | 11  | 19  | 5   | 1   |     | DNF | 307    |
| 2    | Team Mitsubishi Ralliart | 11  | 4   | 2   | 10  | 8   | DNF | 4   | DNF | DNF | 307    |
| 2    | Team Mitsubishi Ralliart | 12  | 6   |     | 9   | 3   | 11  | 8   | 5   | 7   | 307    |
| 2    | Team Mitsubishi Ralliart | 14  |     |     |     |     |     |     | 11  |     | 307    |
| DSQ  | Toyota Castrol Team      | 1   | DNF | 5   | 5   | 1   | 2   | DNF | EX  |     | 260    |
| DSQ  | Toyota Castrol Team      | 2   | 3   | 4   | 2   | 10  | 3   | 3   | DNF |     | 260    |
| DSQ  | Toyota Castrol Team      | 3   | DNF |     | 4   | DNF | 4   | 5   | DNF |     | 260    |
| DSQ  | Toyota Castrol Team      | 14  |     | 3   |     |     | DNF |     |     |     | 260    |
| 3    | Ford Motor Company       | 7   | 2   | DNF | DNF | 2   | 6   | DNF | 4   | DNF | 223    |
| 3    | Ford Motor Company       | 8   | 5   | 6   | 6   | DNF | DNF | 6   | DNF | 5   | 223    |
| 3    | Ford Motor Company       | 9   |     | 7   | 8   | 7   | 8   |     |     | DNF | 223    |